# Јотабит
Јотабит се користи као јединица мере података у рачунарству и износи било 1000 или 1024 зетабита, што зависно од интерпретације може да буде:
- 1.000.000.000.000.000.000.000.000 бита (1024, квадрилион) - по СИ систему
- 1.208.925.819.614.629.174.706.176 бита (280) - по „бинарним“ умношцима (јобибит)